# Helmut Donat (Psychologe)
Helmut Donat (* 21. Oktober 1909 in Schmölln; † 7. Dezember 1998 in Bremen) war ein deutscher Pädagoge, Psychologe und Hochschullehrer.

## Leben
Donat studierte Germanistik, Philosophie und Psychologie an den Universitäten Leipzig, Wien, Humboldt-Universität zu Berlin und der Jena. Seit Beginn seines Studiums 1929 war er Mitglied der Burschenschaft Ghibellinia Leipzig, seit 1950 Hannoversche Burschenschaft Ghibellinia-Leipzig. Er promovierte 1935 zum Dr. phil. Von 1935 bis 1936 war er  Volksschullehrer, leitete dann eine Höhere Privatschule von 1936 bis 1937 und war von 1938 bis 1945 als Studienrat für die Lehrerausbildung tätig.
1945 leitete Donat am Pädagogisches Seminar in Bremen Ausbildungslehrgänge für Volksschullehrer. 1947 wurde er an die neu gegründete Pädagogische Hochschule Bremen als Dozent berufen und 1949 zum Professor ernannt. Er lehrte das Fach Psychologie. Nach der Übernahme der Pädagogischen Hochschule war er von 1971 bis 1978 an der Universität Bremen. Er war Mitherausgeber der Zeitschrift Welt der Schule.

## Werke
- Persönlichkeitsbeurteilung. Methoden und Probleme der Charakterfassung im pädagogischen Bereich. Ehrenwirth, 2. Aufl. 1970.